# Гідрогеохімічні показники нафтогазоносності
Гідрогеохімічні показники нафтогазоносності. 
Підземні пластові води родовищ нафти і газу мають специфічні особливості, які використовуються як показники при прогнозуванні нафтогазоносності надр. При цьому виділяють локальний (на окремих структурах і ділянках) та регіональний (на великих площах) види прогнозування.
Оскільки підземні води є основним носієм не лише мінеральної речовини, а й теплової енергії, вони виступають головним чинником процесів тепломасопереносу в земній корі. Води, що мають підвищену температуру, часто спостерігаються у зонах нафтогазових родовищ, які контролюються розломними структурами. Це явище пов’язане з висхідним розвантаженням вуглеводневих флюїдів, підземних вод і теплового потоку по тих же самих каналах фільтрації. Ось чому гідрогеотермічні аномалії є важливим індикатором скупчень нафти і газу в надрах.
Для прогнозу нафтогазоносності використовують також геохімічний тип вод і характер їхньої загальної мінералізації, сульфатність, вміст мікроелементів (амоній, йод, бром, бор, ртуть, гелій, стронцій, ванадій) та інші особливості.
Найбільш загальними показниками нафтогазоносності у стабільних платформних умовах є хімічний склад (хлоридний, натрієвий) підземних вод та їх висока мінералізація. У зонах альпійської активізації, що проявляється і у сучасних тектонічних рухах, надійним показником є гідрокарбонатні натрієві води з низькою мінералізацією.
Важливим критерієм оцінки нафтогазоносності є сульфатність підземних вод, яка різко знижується при наближенні до контуру нафтогазового покладу.
Органічні речовини, розчинені у підземних водах, належать до прямих показників присутності скупчень вуглеводів у надрах, оскільки вони не лише є джерелом утворення нафти і газу, а й можуть надходити у підземні води з нафтового покладу внаслідок конвективного та молекулярного дифузійних процесів. Слід зазначити, що присутність органічної речовини у підземних водах пов’язана в основному з покладами нафти і газоконденсату.
Досить надійним показником нафтових покладів є радіоактивність підземних вод за рахунок збагачення їх солями радію. Натомість самі нафти відрізняються низьким вмістом радію.
Вміст у підземних водах ароматичних вуглеводнів (бензолу і толуолу) також може слугувати прямим показником нафтогазоносності. З наближенням до нафтових і газоконденсатних покладів концентрація їх значно підвищується.
Феноли, що у водах нафтових та газоконденсатних родовищ досягають концентрацій 20–30 мг/дм3, можуть бути ознакою присутності в надрах легких нафт та газоконденсату.
Гази, що присутні у підземних водах, – важливий показник нафтогазоносності. Найбільше значення мають вуглеводневі гази, а також гелій, пара ртуті, азотисті сполуки (N, NO, NO2, NH3 ) та інші.
Загальна газонасиченість підземних вод визначається як кількість газу, розчиненого в одиниці об’єму води. Найбільша газонасиченість вод спостерігається у зонах метанової газоносності.
Гідрогеохімічні аномалії, що є ділянками різкої зміни хімічного складу підземних вод порівняно з фоновими показниками, є важливим критерієм прогнозування і пошуку родовищ нафти та газу. Це визначається тією величезною роллю, яку вода відіграє у формуванні та руйнуванні вуглеводневих покладів у земних надрах.
Аномальні ділянки характеризуються контрастністю, під якою мають на увазі співвідношення вмісту компонентів у воді в межах аномалії до їх фонових (середніх) значень. Чим більшою є контрастність, тим надійнішою у прогнозному значенні є аномалія.
Здебільшого гідрогеохімічні аномалії приурочені до тектонічно послаблених ділянок, де відбувається висхідне розвантаження вод глибоких горизонтів, нафтогазових флюїдів, теплового потоку та хімічних елементів і сполук глибинного генезису. Дуже часто на денній поверхні або поблизу неї розвантажуються хлоридні розсоли або прісні гідрокарбонатні конденсаційні (салюційні) води, що є важливою ознакою можливої присутності покладів нафти або газу. Це так звана «гідрогеохімічна інверсія», прояви якої часто супроводжують родовища вуглеводнів.